# Svenska Mästerskapet
La Svenska Mästerskapet è stata una coppa di calcio svedese che assegnava il titolo di Campione di Svezia. Disputata tra il 1896 e il 1926 è stata vinta per undici volte dall'Örgryte, che è la squadra con più successi nel torneo.
Non va confusa con la Svenska Serien, campionato che non assegnava il titolo di Campione di Svezia ma che comunque rappresentava la massima serie tra il 1910 e il 1917, e nuovamente tra il 1920 e il 1921 e il 1922 e 1924.
A partire dal 1931 il titolo nazionale viene invece conquistato vincendo l'Allsvenskan, competizione nata nel 1924.

## Albo d'oro
- 1896 ·  Örgryte (1)
- 1897 ·  Örgryte (2)
- 1898 ·  Örgryte (3)
- 1899 ·  Örgryte (4)
- 1900 ·  AIK (1)
- 1901 ·  AIK (2)
- 1902 ·  Örgryte (5)
- 1903 ·  Göteborgs IF (1)
- 1904 ·  Örgryte (6)
- 1905 ·  Örgryte (7)
- 1906 ·  Örgryte (8)
- 1907 ·  Örgryte (9)
- 1908 ·  IFK Göteborg (1)
- 1909 ·  Örgryte (10)
- 1910 ·  IFK Göteborg (2)
- 1911 ·  AIK (3)
- 1912 ·  Djurgården (1)
- 1913 ·  Örgryte (11)
- 1914 ·  AIK (4)
- 1915 ·  Djurgården (2)
- 1916 ·  AIK (5)
- 1917 ·  Djurgården (3)
- 1918 ·  IFK Göteborg (3)
- 1919 ·  GAIS (1)
- 1920 ·  Djurgården (4)
- 1921 ·  IFK Eskilstuna (1)
- 1922 ·  GAIS (2)
- 1923 ·  AIK (6)
- 1924 ·  Fässbergs IF (1)
- 1925 ·  Brynäs IF (1)

## Vittorie del campionato
- 11 titoli:  Örgryte
- 6 titoli:  AIK
- 4 titoli:  Djurgården
- 3 titoli:  IFK Göteborg
- 2 titoli:  GAIS
- 1 titolo:  Göteborgs IF,  Fässbergs IF,  Brynäs IF,  IFK Eskilstuna